# BAFTA de melhor atriz coadjuvante em cinema
BAFTA de melhor atriz num papel coadjuvante (no Brasil) / secundária (em Portugal) (no original em inglês BAFTA Award for Best Actress in a Supporting Role) é um prêmio entregue anualmente pela British Academy of Film and Television Arts (BAFTA) à atriz que se tenha distinguido durante o ano num papel secundário em cinema.
Atrizes de qualquer nacionalidade são elegíveis para receber o prémio.

## 1969-1979
- 1969 - Billie Whitelaw (Charlie Bubbles / Twisted Nerve)
- 1970 - Celia Johnson (The Prime of Miss Jean Brodie)
- 1971 - Susannah York (They Shoot Horses, Don't They?)
- 1972 - Margaret Leighton (The Go-Between)
- 1973 - Cloris Leachman (The Last Picture Show)
- 1974 - Valentina Cortese (Day for Night)
- 1975 - Ingrid Bergman (Murder on the Orient Express)
- 1976 - Diane Ladd (Alice Doesn't Live Here Anymore)
- 1977 - Jodie Foster (Bugsy Malone / Taxi Driver)
- 1978 - Jenny Agutter (Equus)
- 1979 - Geraldine Page (Interiors)

## 1980-1989
| Ano                      | Atriz                       | Filme                 | Personagem |
| ------------------------ | --------------------------- | --------------------- | ---------- |
| 1980                     |                             |                       |            |
| Rachel Roberts           | Yanks                       | Clarrie Moreton       |            |
| 1981                     |                             |                       |            |
| Não foi dado esse prêmio | -                           | -                     |            |
| 1982                     |                             |                       |            |
| Não foi dado esse prêmio | -                           | -                     |            |
| 1983                     |                             |                       |            |
| Maureen Stapleton †      | Reds                        | Emma Goldman          |            |
| Rohini Hattangadi        | Gandhi                      | Kasturba Gandhi       |            |
| Candice Bergen           | Gandhi                      | Margaret Bourke-White |            |
| Jane Fonda ‡             | On Golden Pond              | Chelsea Thayler       |            |
| 1984                     |                             |                       |            |
| Jamie Lee Curtis         | Trading Places              | Ophelia               |            |
| Teri Garr ‡              | Tootsie                     | Sandy Lester          |            |
| Rosemary Harris          | The Ploughman's Lunch       | Ann Barrington        |            |
| Maureen Lipman           | Educating Rita              | Trish                 |            |
| 1985                     |                             |                       |            |
| Liz Smith                | A Private Function          | Sra. Chilvers         |            |
| Eileen Atkins            | The Dresser                 | Madge                 |            |
| Cher ‡                   | Silkwood                    | Dolly Pelliker        |            |
| Tuesday Weld             | Once Upon a Time in America | Carol                 |            |
| 1986                     |                             |                       |            |
| Rosanna Arquette         | Desperately Seeking Susan   | Roberta Glass         |            |
| Judi Dench               | Wetherby                    | Marcia Pilborough     |            |
| Anjelica Huston †        | Prizzi's Honor              | Maerose Prizzi        |            |
| Tracey Ullman            | Plenty                      | Alice Park            |            |
| 1987                     |                             |                       |            |
| Judi Dench               | A Room with a View          | Eleanor Lavish        |            |
| Rosemary Leach           | A Room with a View          | Sra. Honeychurch      |            |
| Rosanna Arquette         | After Hours                 | Marcy Franklin        |            |
| Barbara Hershey          | Hannah and Her Sisters      | Lee                   |            |
| 1988                     |                             |                       |            |
| Susan Wooldridge         | Hope and Glory              | Molly                 |            |
| Judi Dench               | 84 Charing Cross Road       | Nora Doel             |            |
| Vanessa Redgrave         | Prick up Your Ears          | Peggy Ramsay          |            |
| Dianne Wiest             | Radio Days                  | Bea                   |            |
| 1989                     |                             |                       |            |
| Judi Dench               | A Handful of Dust           | Sra. Beaver           |            |
| Maria Aitken             | A Fish Called Wanda         | Wendy Leach           |            |
| Anne Archer ‡            | Fatal Attraction            | Beth Gallagher        |            |
| Olympia Dukakis †        | Moonstruck                  | Rose Castorini        |            |

## 1990-1999
| Ano                      | Atriz                       | Filme                   | Personagem |
| ------------------------ | --------------------------- | ----------------------- | ---------- |
| 1990                     |                             |                         |            |
| Michelle Pfeiffer ‡      | Dangerous Liaisons          | Madame Marie de Tourvel |            |
| Peggy Ashcroft           | Madame Sousatzka            | Lady Emily              |            |
| Laura San Giacomo        | Sex, Lies and Videotape     | Cynthia Bishop          |            |
| Sigourney Weaver ‡       | Working Girl                | Katharine Parker        |            |
| 1991                     |                             |                         |            |
| Whoopi Goldberg †        | Ghost                       | Oda Mae Brown           |            |
| Anjelica Huston          | Crimes and Misdemeanors     | Dolores Paley           |            |
| Shirley MacLaine         | Steel Magnolias             | Ouiser Boudreaux        |            |
| Billie Whitelaw          | The Krays                   | Violet Kray             |            |
| 1992                     |                             |                         |            |
| Kate Nelligan            | Frankie and Johnny          | Cora                    |            |
| Annette Bening ‡         | The Grifters                | Myra Langtry            |            |
| Amanda Plummer           | The Fisher King             | Lydia                   |            |
| Julie Walters            | Stepping Out                | Vera                    |            |
| 1993                     |                             |                         |            |
| Miranda Richardson ‡     | Damage                      | Ingrid Fleming          |            |
| Kathy Bates              | Fried Green Tomatoes        | Evelyn Couch            |            |
| Helena Bonham Carter     | Howards End                 | Helen Schlegel          |            |
| Miranda Richardson       | The Crying Game             | Jude                    |            |
| 1994                     |                             |                         |            |
| Miriam Margolyes         | The Age of Innocence        | Sra. Mingott            |            |
| Winona Ryder ‡           | The Age of Innocence        | May Welland             |            |
| Holly Hunter ‡           | The Firm                    | Tammy Hemphill          |            |
| Maggie Smith             | The Secret Garden           | Sra. Medlock            |            |
| 1995                     |                             |                         |            |
| Kristin Scott Thomas     | Four Weddings and a Funeral | Fiona                   |            |
| Charlotte Coleman        | Four Weddings and a Funeral | Scarlet                 |            |
| Sally Field              | Forrest Gump                | Sra. Gump               |            |
| Anjelica Huston          | Manhattan Murder Mystery    | Marcia Fox              |            |
| 1996                     |                             |                         |            |
| Kate Winslet ‡           | Sense and Sensibility       | Marianne Dashwood       |            |
| Elizabeth Spriggs        | Sense and Sensibility       | Sra. Jennings           |            |
| Joan Allen ‡             | Nixon                       | Pat Nixon               |            |
| Mira Sorvino †           | Mighty Aphrodite            | Linda Ash               |            |
| 1997                     |                             |                         |            |
| Juliette Binoche †       | The English Patient         | Hanna                   |            |
| Lauren Bacall ‡          | The Mirror Has Two Faces    | Hannah Morgan           |            |
| Marianne Jean-Baptiste ‡ | Secrets & Lies              | Hortense Cumberbatch    |            |
| Lynn Redgrave            | Shine                       | Gillian                 |            |
| 1998                     |                             |                         |            |
| Sigourney Weaver         | The Ice Storm               | Janey Carver            |            |
| Jennifer Ehle            | Wilde                       | Constance Lloyd Wilde   |            |
| Zoë Wanamaker            | Wilde                       | Ada Leverson            |            |
| Lesley Sharp             | The Full Monty              | Jeanette                |            |
| 1999                     |                             |                         |            |
| Judi Dench †             | Shakespeare in Love         | Rainha Elizabeth I      |            |
| Kathy Bates ‡            | Primary Colors              | Libby Holden            |            |
| Brenda Blethyn ‡         | Little Voice                | Marie Hoff              |            |
| Lynn Redgrave ‡          | Gods and Monsters           | Hanna                   |            |

## 2000-2009
| Ano                    | Atriz                                    | Filme                    | Personagem |
| ---------------------- | ---------------------------------------- | ------------------------ | ---------- |
| 2000                   |                                          |                          |            |
| Maggie Smith           | Un tè con Mussolini (Tea with Mussolini) | Hester Random            |            |
| Thora Birch            | American Beauty                          | Jane Burnham             |            |
| Mena Suvari            | American Beauty                          | Angela Hayes             |            |
| Cate Blanchett         | The Talented Mr. Ripley                  | Meredith Logue           |            |
| Cameron Diaz           | Being John Malkovich                     | Lotte Schwartz           |            |
| 2001                   |                                          |                          |            |
| Julie Walters ‡        | Billy Elliot                             | Georgia Wilkinson        |            |
| Judi Dench ‡           | Chocolat                                 | Armande Voizin           |            |
| Lena Olin              | Chocolat                                 | Josephine Muscat         |            |
| Frances McDormand ‡    | Almost Famous                            | Elaine Miller            |            |
| Ziyi Zhang             | Crouching Tiger, Hidden Dragon           | Jen Yu                   |            |
| 2002                   |                                          |                          |            |
| Jennifer Connelly †    | A Beautiful Mind                         | Alicia Nash              |            |
| Helen Mirren ‡         | Gosford Park                             | Jane Wilson              |            |
| Maggie Smith ‡         | Gosford Park                             | Constance Trentham       |            |
| Judi Dench             | The Shipping News                        | Agnis Hamm               |            |
| Kate Winslet ‡         | Iris                                     | Jovem Iris Murdoch       |            |
| 2003                   |                                          |                          |            |
| Catherine Zeta-Jones † | Chicago                                  | Velma Kelly              |            |
| Queen Latifah ‡        | Chicago                                  | Matron Mama Morton       |            |
| Toni Collette          | About a Boy                              | Fiona Brewer             |            |
| Julianne Moore ‡       | The Hours                                | Laura Brown              |            |
| Meryl Streep ‡         | Adaptation.                              | Susan Orlean             |            |
| 2004                   |                                          |                          |            |
| Renée Zellweger †      | Cold Mountain                            | Ruby Thewes              |            |
| Holly Hunter ‡         | Thirteen                                 | Melanie Freeland         |            |
| Laura Linney           | Mystic River                             | Annabeth Markum          |            |
| Judy Parfitt           | Girl with a Pearl Earring                | Maria Thins              |            |
| Emma Thompson          | Love Actually                            | Karen                    |            |
| 2005                   |                                          |                          |            |
| Cate Blanchett †       | The Aviator                              | Katharine Hepburn        |            |
| Julie Christie         | Finding Neverland                        | Emma DuMaurier           |            |
| Heather Craney         | Vera Drake                               | Joyce                    |            |
| Natalie Portman ‡      | Closer                                   | Alice Ayres / Jane Jones |            |
| Meryl Streep           | The Manchurian Candidate                 | Eleanor Shaw             |            |
| 2006                   |                                          |                          |            |
| Thandiwe Newton        | Crash                                    | Christine Thayer         |            |
| Brenda Blethyn         | Pride and Prejudice                      | Sra. Bennett             |            |
| Catherine Keener ‡     | Capote                                   | Nelle Harper Lee         |            |
| Frances McDormand ‡    | North Country                            | Glory Dodge              |            |
| Michelle Williams ‡    | Brokeback Mountain                       | Alma Beers Del Mar       |            |
| 2007                   |                                          |                          |            |
| Jennifer Hudson †      | Dreamgirls                               | Effie White              |            |
| Emily Blunt            | The Devil Wears Prada                    | Emily Charlton           |            |
| Abigail Breslin ‡      | Little Miss Sunshine                     | Olivia "Olive" Hoover    |            |
| Toni Collette          | Little Miss Sunshine                     | Sheryl Hoover            |            |
| Frances de la Tour     | The History Boys                         | Dorothy Lintott          |            |
| 2008                   |                                          |                          |            |
| Tilda Swinton †        | Michael Clayton                          | Karen Crowder            |            |
| Cate Blanchett ‡       | I'm Not There                            | Jude Quinn               |            |
| Kelly Macdonald        | No Country for Old Men                   | Carla Jean Moss          |            |
| Samantha Morton        | Control                                  | Deborah Curtis           |            |
| Saoirse Ronan ‡        | Atonement                                | Briony Tallis            |            |
| 2009                   |                                          |                          |            |
| Penélope Cruz †        | Vicky Cristina Barcelona                 | María Elena              |            |
| Amy Adams ‡            | Doubt                                    | Irmã James               |            |
| Freida Pinto           | Slumdog Millionaire                      | Latika                   |            |
| Tilda Swinton          | Burn After Reading                       | Katie Cox                |            |
| Marisa Tomei ‡         | The Wrestler                             | Cassidy                  |            |

## 2010-2019
| Ano                    | Atriz                                           | Filme                                    | Personagem |
| ---------------------- | ----------------------------------------------- | ---------------------------------------- | ---------- |
| 2010                   |                                                 |                                          |            |
| Mo'Nique †             | Precious                                        | Mary Lee Johnston                        |            |
| Anne-Marie Duff        | Nowhere Boy                                     | Julia Lennon                             |            |
| Kristin Scott Thomas   | Nowhere Boy                                     | Mimi Smith                               |            |
| Vera Farmiga ‡         | Up in the Air                                   | Alex Goran                               |            |
| Anna Kendrick ‡        | Up in the Air                                   | Natalie Keener                           |            |
| 2011                   |                                                 |                                          |            |
| Helena Bonham Carter ‡ | The King's Speech                               | Rainha Consorte Elizabeth do Reino Unido |            |
| Amy Adams ‡            | The Fighter                                     | Charlene Fleming                         |            |
| Barbara Hershey        | Black Swan                                      | Erica Sayers                             |            |
| Lesley Manville        | Another Year                                    | Mary                                     |            |
| Miranda Richardson     | Made in Dagenham                                | Barbara Castle                           |            |
| 2012                   |                                                 |                                          |            |
| Octavia Spencer †      | The Help                                        | Minny Jackson                            |            |
| Jessica Chastain ‡     | The Help                                        | Celia Foote                              |            |
| Judi Dench             | My Week with Marilyn                            | Sybil Thorndike                          |            |
| Melissa McCarthy ‡     | Bridesmaids                                     | Megan                                    |            |
| Carey Mulligan         | Drive                                           | Irene                                    |            |
| 2013                   |                                                 |                                          |            |
| Anne Hathaway †        | Les Misérables                                  | Fantine                                  |            |
| Amy Adams ‡            | The Master                                      | Peggy Dodd                               |            |
| Judi Dench             | Skyfall                                         | M                                        |            |
| Sally Field ‡          | Lincoln                                         | Mary Todd Lincoln                        |            |
| Helen Hunt ‡           | The Sessions                                    | Cheryl Cohen-Greene                      |            |
| 2014                   |                                                 |                                          |            |
| Jennifer Lawrence ‡    | American Hustle                                 | Rosalyn Rosenfeld                        |            |
| Sally Hawkins ‡        | Blue Jasmine                                    | Ginger                                   |            |
| Lupita Nyong'o †       | 12 Years a Slave                                | Patsey                                   |            |
| Julia Roberts ‡        | August: Osage County                            | Barbara Weston-Fordham                   |            |
| Oprah Winfrey          | The Butler                                      | Gloria Gaines                            |            |
| 2015                   |                                                 |                                          |            |
| Patricia Arquette †    | Boyhood                                         | Olivia Evans                             |            |
| Keira Knightley ‡      | The Imitation Game                              | Joan Clarke                              |            |
| Rene Russo             | Nightcrawler                                    | Nina Romina                              |            |
| Imelda Staunton        | Pride                                           | Hefina Headon                            |            |
| Emma Stone ‡           | Birdman or (The Unexpected Virtue of Ignorance) | Sam Thomson                              |            |
| 2016                   |                                                 |                                          |            |
| Kate Winslet ‡         | Steve Jobs                                      | Joanna Hoffman                           |            |
| Jennifer Jason Leigh ‡ | The Hateful Eight                               | Daisy Domergue                           |            |
| Rooney Mara ‡          | Carol                                           | Therese Belivet                          |            |
| Alicia Vikander        | Ex Machina                                      | Ava                                      |            |
| Julie Walters          | Brooklyn                                        | Madge Kehoe                              |            |
| 2017                   |                                                 |                                          |            |
| Viola Davis †          | Fences                                          | Rose Maxson                              |            |
| Naomie Harris ‡        | Moonlight                                       | Paula                                    |            |
| Nicole Kidman ‡        | Lion                                            | Sue Brierley                             |            |
| Hayley Squires         | I, Daniel Blake                                 | Katie                                    |            |
| Michelle Williams ‡    | Manchester by the Sea                           | Randy                                    |            |
| 2018                   |                                                 |                                          |            |
| Allison Janney †       | I, Tonya                                        | LaVona Golden                            |            |
| Lesley Manville ‡      | Phantom Thread                                  | Cyril Woodcock                           |            |
| Laurie Metcalf ‡       | Lady Bird                                       | Marion McPherson                         |            |
| Octavia Spencer ‡      | The Shape of Water                              | Zelda Fuller                             |            |
| Kristin Scott Thomas   | Darkest Hour                                    | Clementine Churchill                     |            |
| 2019                   |                                                 |                                          |            |
| Rachel Weisz ‡         | The Favourite                                   | Sarah Churchill                          |            |
| Emma Stone ‡           | The Favourite                                   | Abigail Masham                           |            |
| Amy Adams ‡            | Vice                                            | Lynne Cheney                             |            |
| Claire Foy             | First Man                                       | Janet Shearon Armstrong                  |            |
| Margot Robbie          | Mary Queen of Scots                             | Rainha Elizabeth I da Inglaterra         |            |

## 2020-presente
| Ano                    | Atriz                             | Filme                 | Personagem |
| ---------------------- | --------------------------------- | --------------------- | ---------- |
| 2020                   |                                   |                       |            |
| Laura Dern †           | Marriage Story                    | Nora Fanshaw          |            |
| Scarlett Johansson ‡   | Jojo Rabbit                       | Rosie Betzler         |            |
| Florence Pugh ‡        | Little Women                      | Amy March             |            |
| Margot Robbie ‡        | Bombshell                         | Kayla Pospisil        |            |
| Margot Robbie ‡        | Once Upon a Time in Hollywood     | Sharon Tate           |            |
| 2021                   |                                   |                       |            |
| Youn Yuh-jung †        | Minari                            | Soon-ja               |            |
| Maria Bakalova ‡       | Borat Subsequent Moviefilm        | Tutar Sagdiyev        |            |
| Dominique Fishback     | Judas and the Black Messiah       | Deborah Johnson       |            |
| Ashley Madekwe         | County Lines                      | Toni                  |            |
| Niamh Algar            | Calm with Horses                  | Ursula                |            |
| Kosar Ali              | Rocks                             | Sumaya                |            |
| 2022                   |                                   |                       |            |
| Ariana DeBose †        | West Side Story                   | Anita                 |            |
| Caitriona Balfe        | Belfast                           | Ma                    |            |
| Jessie Buckley ‡       | The Lost Daughter                 | Leda Caruso (jovem)   |            |
| Aunjanue Ellis ‡       | King Richard                      | Oracene Price         |            |
| Ann Dowd               | Mass                              | Linda                 |            |
| Ruth Negga             | Passing                           | Clare Bellew          |            |
| 2023                   |                                   |                       |            |
| Kerry Condon ‡         | The Banshees of Inisherin         | Siobhán Súilleabháin  |            |
| Angela Bassett ‡       | Black Panther: Wakanda Forever    | Rainha Ramonda        |            |
| Hong Chau ‡            | The Whale                         | Liz                   |            |
| Jamie Lee Curtis †     | Everything Everywhere All at Once | Deirdre Beaubeirdre   |            |
| Dolly de Leon          | Triangle of Sadness               | Abigail               |            |
| Carey Mulligan         | She Said                          | Megan Twohey          |            |
| 2024                   |                                   |                       |            |
| Da'Vine Joy Randolph † | The Holdovers                     | Mary Lamb             |            |
| Emily Blunt ‡          | Oppenheimer                       | Katherine Oppenheimer |            |
| Danielle Brooks ‡      | The Color Purple                  | Sofia                 |            |
| Claire Foy             | All of Us Strangers               | Mum                   |            |
| Sandra Hüller          | The Zone of Interest              | Hedwig Höss           |            |
| Rosamund Pike          | Saltburn                          | Elspeth Catton        |            |
| 2025                   |                                   |                       |            |
| Zoë Saldaña ‡          | Emilia Pérez                      | Rita Moro Castro      |            |
| Ariana Grande ‡        | Wicked                            | Galinda Upland        |            |
| Felicity Jones ‡       | The Brutalist                     | Erzsébet Tóth         |            |
| Isabella Rossellini ‡  | Conclave                          | Irmã Agnes            |            |
| Jamie Lee Curtis       | The Last Showgirl                 | Annette               |            |
| Selena Gomez           | Emilia Pérez                      | Jessi Del Monte       |            |